# قائمة الحركات البعثية
حزب البعث العربي الاشتراكي حزب سياسي يجمع بين المصالح القومية العربية والاشتراكية العربية ويعارض الإمبريالية الغربية ويدعو إلى نهضة أو قيامة وتوحيد العالم العربي في دولة واحدة. كما يبعث البعث على البعث ويعني «ولادة جديدة» أو «القيامة» أو «الترميم» أو «النهضة». شعاره «الوحدة، الحرية، الاشتراكية» ويشير إلى الوحدة العربية والتحرر من السيطرة غير العربية والتدخل. فالأيديولوجية الاشتراكية العربية تختلف اختلافا كبيرا في أصول وممارسات الماركسية الكلاسيكية وهي مشابهة في النظرة إلى «العالم الثالث».
تأسس الحزب في عام 1946 من قبل المثقفين السوريين ميشيل عفلق وصلاح البيطار. أنشأت فروع في مختلف البلدان العربية على الرغم من أنها لم تستلم السلطة سوى في سوريا والعراق. في سوريا احتلت السلطة السياسية منذ انقلاب الحزب عام 1963. كما استولى البعثيون على السلطة في العراق في عام 1963 ولكن تمت إزاحتهم بعد ذلك بشهور. عادوا إلى السلطة في انقلاب عام 1968 وظلوا الحزب الوحيد للحكومة حتى غزو العراق عام 2003. منذ الغزو تم حظر الحزب في العراق.
في عام 1966 أدى انقلاب عسكري ضد القيادة التاريخية لعفلق والبيطار إلى تقطيع الأحزاب السورية والعراقية إلى منظمات منافسة وهي الحزب القطري (أو الإقليمي) الذي يتخذ من سوريا مقرا له والقائد القطري (أو القومي) الذي يتخذ من العراق مقرا له. احتفظ كل منهما باسم البعث والهياكل الموازية في العالم العربي لكن الأعمال القتالية بينهما نمت إلى درجة أن حكومة البعث السوري أصبحت الحكومة العربية الوحيدة التي تدعم إيران (أمة غير عربية) ضد العراق خلال المرحلة الأولى من حرب الخليج الأولى.

## الأحزاب الرئيسية
| الحزب                      | التأسيس | الحل | المؤسسون                 | الملاحظات |
| -------------------------- | ------- | ---- | ------------------------ | --- |
| حزب البعث العربي           | 1940    | 1947 | زكي الأرسوزي             | اندمج الحزب مع حركة البعث العربية لتشكيل حركة البعث العربي في عام 1947.                                                                                              |
| حركة البعث العربي          | 1940    | 1947 | ميشيل عفلق وصلاح البيطار | سابقا حزب البعث العربي الاشتراكي اندمج مع البعث العربي لتشكيل حركة البعث العربي في عام 1947.                                                                         |
| حزب البعث العربي الاشتراكي | 1947    | 1966 | ميشيل عفلق وصلاح البيطار | اندمج في وقت لاحق مع الحزب العربي الاشتراكي في عام 1952 وأصبحت حزب البعث العربي الاشتراكي. انقسم الحزب إلى حزبين في عام 1966 بين الفصيلين المتنافسين في بغداد ودمشق. |

## الفروع الإقيليمية
| حزب البعث (الفصيل المهيمن عليه عراقيا)      | حزب البعث (الفصيل المهيمن عليه عراقيا)        | حزب البعث (الفصيل المهيمن عليه عراقيا) | حزب البعث (الفصيل المهيمن عليه عراقيا) |
| الإقليم                                     | الإقليم                                       | التأسيس                                | القائد                                 |
| ------------------------------------------- | --------------------------------------------- | -------------------------------------- | -------------------------------------- |
| الجزائر                                     | حزب البعث العربي الاشتراكي في الجزائر         |                                        | أحمد شطري                              |
| البحرين                                     | جمعية التجمع القومي الديمقراطي                |                                        | رسول الجشي                             |
| العراق                                      | حزب البعث العربي الاشتراكي (قطر العراق)       | 1951                                   | عزة الدوري                             |
| الأردن                                      | حزب البعث العربي الاشتراكي (الأردن)           | 1948/1951                              | تأسس من قبل مجموعة من المعلمين.        |
| الكويت                                      | حزب البعث العربي الاشتراكي - الكويت           | 1955                                   | فيصل الساني                            |
| لبنان                                       | حزب طليعة لبنان العربي الاشتراكي              |                                        | عبد المجيد الرافعي                     |
| ليبيا                                       | حزب البعث العربي الاشتراكي الليبي             | 1954                                   |                                        |
| موريتانيا                                   | حزب الطليعة الوطني                            | 1991                                   | محمد أولد عبد الله أولد إيي            |
| فلسطين                                      | جبهة التحرير العربية                          | 1969                                   | محمود إسماعيل                          |
| الجمهورية العربية الصحراوية الديمقراطية     | حزب البعث الاشتراكي الصحراوي                  | 1994                                   | نجيم أمجد                              |
| السودان                                     | حزب البعث العربي الاشتراكي - وطن في السودان   |                                        | كمال بلاد                              |
| تونس                                        | حزب البعث العربي الاشتراكي (تونس)             | 1988                                   | عمر عثمان بلحاج                        |
| سوريا                                       | البعث الاشتراكي العربي                        | 1947                                   |                                        |
| اليمن                                       | حزب البعث العربي الاشتراكي القومي - قطر اليمن | 1955–1956                              | قسام سلام سعيد                         |
| حزب البعث (الفصيل الذي يهيمن عليه السوريون) |                                               |                                        |                                        |
| الإقليم                                     | الإقليم                                       | التأسيس                                | القائد                                 |
| البحرين                                     | البعث الاشتراكي العربي                        |                                        |                                        |
| العراق                                      | البعث الاشتراكي العربي                        | 1966                                   | محمود الشيخ رادهي                      |
| الأردن                                      | حزب البعث العربي التقدمي                      |                                        |                                        |
| لبنان                                       | حزب البعث العربي الاشتراكي (لبنان)            | 1949                                   | فايز شكر                               |
| فلسطين                                      | منظمة الصاعقة                                 | 1966                                   | فرحان أبو الهيجاء                      |
| السودان                                     | حزب البعث العربي الاشتراكي - تنظيم في السودان | 1980s                                  | التيجاني مصطفى ياسين                   |
| سوريا                                       | حزب البعث العربي الاشتراكي (سوريا)            | 1947                                   | بشار الأسد                             |
| تونس                                        | حزب الطليعة العربية الديمقراطية               |                                        | خير الدين صوابني                       |
| اليمن                                       | حزب البعث العربي الاشتراكي - قطر اليمن        | 1951                                   | محمود عبد الوهاب عبد الحميد            |

## الجماعات المنشقة
| الحزب                                 | التأسيس | الحل    | المؤسسون          | الملاحظات                                                                                  |
| ------------------------------------- | ------- | ------- | ----------------- | ------------------------------------------------------------------------------------------ |
| لبنان الاشتراكي                       | 1965    | 1970    | أحمد بيضون        | تم دمج الحزب في منظمة العمل الشيوعي في لبنان في عام 1970.                                  |
| حزب البعث العربي الاشتراكي الثوري     | 1960    | 1962/63 | عبد الله الريماوي |                                                                                            |
| حزب العمال الثوري العربي              | 1966    | –       | ياسين الحافظ      | لا يزال نشط حتى عام 2011                                                                   |
| حزب البعث الديمقراطي العربي الاشتراكي | 1980    | –       | إبراهيم مخوس      | هو جزء من التجمع الوطني الديمقراطي ولا يزال نشطا في فرنسا                                  |
| حزب البعث السوداني                    | 2002    | –       | محمد علي جادين    | تم إنشاؤه بعد انفصاله عن حزب البعث الاشتراكي العربي - بلد السودان فرع البعث المؤيد للعراق. |